# Красный (Аксайский район)
Красный — посёлок в Аксайском районе Ростовской области. Входит в состав Щепкинского сельского поселения.
В посёлке находится одно почтовое отделение, начальная школа, детский сад, фельдшерско-акушерский пункт.

## География
Расположен в 20 км (по дорогам) севернее районного центра — города Аксай.
Рядом с посёлком проходит дорога М4 «Дон».
Между поселком Красный и поселком Октябрьский проходит дорога из Ростова-на-Дону в аэропорт.

## История
После Гражданской войны  в начале 1920-x годов в неосвоенные степи нижнего Дона с Донецкого кряжа на плодородные донские земли потянулись в поисках лучшей доли обозы переселенцев. Части из них приглянулся верховья одного из отрогов балки Рубежной посреди степи,рядом со старой дорогой Ростов-на-Дону — Каменный Брод, и решили они здесь остаться. Эти места им были знакомы так как каждый месяц они возили свои товары на ярмарку в Ростов. Первую зиму перезимовали они в наспех сделанных землянках. А уже весной привезли на новое место жительство свои семьи, скот и домашнюю утварь. К концу лета были построены первые саманные дома которые располагались вдоль современной ул. Островского. Основателями поселения в 1920 году стали Семен Науменко, Емельян Белоусов, Степан Шумченко, Илья Кравченко, Григорий Ластовиченко, Вениамин Герман, Фома Ярошенко. Стали думать, как назвать свой хуторок, и решили, что главный цвет революции будет достойным именем. Так родился хутор Красный. До 1929 года жили единолично, хутор рос. Из-под Сталинграда переселились семьи Сластеновых, Колесниченко, Истоминых.
В стране начиналась коллективизация, и красняне создали свой колхоз «Идеи Ленина». Хозяйство крепло: в 1930 году выстроили школу, в 1935-м появилось электричество (свой, колхозный движок), в 1936 году выстроили клуб и загатили пруд, в 1938 году построили две фермы и мастерские.
Колхоз уверенно шагал к зажиточной жизни, но проклятая война перечеркнула все планы. Машины и скот эвакуировали, мужчины ушли на фронт, а женщины и подростки упорно трудились за них и за себя. Война не минула маленький хутор, оккупанты заняли все жилые помещения. Когда фронт покатился на запад, в освобожденном хуторе начала возрождаться жизнь. После окончания войны недосчитались хуторяне многих земляков.
Не вернулись с фронтов лейтенанты Дмитрий Дубков, Михаил Ластовиченко и Андрей Луханин, моряки Андрей Шатохин, Георгий Кубаткин, Василий Волошин, Василий Луханин, рядовые Василий Лепский, Фома Истомин, Алексей Малов, Гордей Нестеренко, Иван Герман, Иван Проценко, Григорий Самохлебов, Василий Бураков и два брата Германовых – Степан и Григорий.
По три ордена и пять медалей блестели на гимнастерках вернувшихся с фронтов Алексея Попова и Дмитрия Гоноченко. Коммунистами и орденоносцами вернулись Иван Крашеница, Степан Рубцов, Федор Зоричев. Все они дружно взялись за хозяйство. Каждый нашел достойное применение своим силам в сельском хозяйстве. В 1951 году колхоз «Идеи Ленина» объединился с соседней артелью имени Карла Маркса, а через десять лет, в 1962 году, колхоз преобразовали в совхоз и хутор Красный стал третьим отделением совхоза имени Карла Маркса. Рабочие совхоза стали строить кирпичные дома, хутор в 1952 году полностью электрифицировали. В каждом доме появилось радио. А в некоторых – и телевизоры. Если до войны в хуторе был один велосипед и один мотоцикл, то теперь они появились почти в каждом дворе.
В хуторе всегда жили представители многих национальностей: молдаване, татары, азербайджанцы, чуваши, белорусы, евреи, семьи немцев. Учительницей начальных классов была болгарка. Никаких конфликтов из-за национальности не было никогда. Вместе учились, вместе гуляли, вместе смотрели фильмы передвижной кинобудки на белой простыне, прибитой на стене школы.
Именно в Красном на МТФ в шестидесятые годы установили первый в области автоматизированный комплекс машинного доения коров «Елочка», а в семидесятых на полях хутора неоднократно проходили областные соревнования пахарей. Краснянские комбайнеры Т.И. Кравцов и К.П. Колган, закончив уборку своих полей, спешили на помощь в соседние районы. Доярки резко повысили культуру животноводства. В 1968 году одиннадцать доярок получили от каждой закрепленной коровы по три тысячи килограммов молока, а пять из них превысили надои и взяли по четыре тысячи килограммов. Это Александра Белоусова, Нина Таекина, Александра Гребенник, Валентина Сластенова (кавалер ордена Ленина), Анна Лепская. Слава о наших доярках гремела на всю область.
Василий Петрович Гнутов – писатель-краевед, внештатный корреспондент газеты «Победа». Работал заведующим медпунктом хутора. Был репрессирован, но не озлобился, а служил примером жизнелюбия и всепрощения для всех, кто имел счастье с ним общаться. Его перу принадлежат не только всем известные исторические романы, но также и стихи для детей и о детях, рассказы о природе.
Публиковался в областных и центральных газетах, в коллективных сборниках. Не имея музыкального образования, играл на скрипке, гитаре, балалайке, мандолине. Большая его заслуга в том, что в Аксайском музее организуют ежегодные памятные праздники в честь А.С. Пушкина.
Леонид Иванович Шатохин – заслуженный деятель искусств РФ. Актер, режиссер, педагог, художественный руководитель Донского театра драмы и комедии им. В.Ф. Комиссаржевской (1990 – 2013), на здании которого в мае 2014 года установлена памятная доска в его честь. Почетный гражданин города Новочеркасска. Организовал и четырежды провел российский фестиваль «Комплимент». Оказывал огромную помощь Дому культуры хутора Красный в оборудовании зрительного зала и организации торжеств по случаю 90-летия хутора.

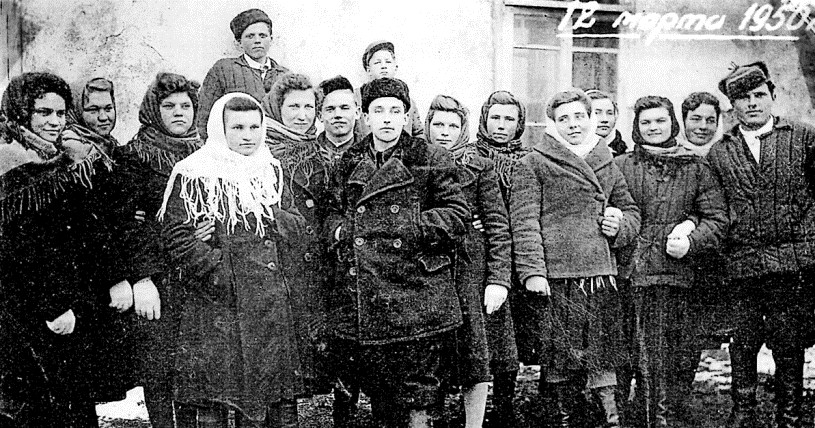
Молодежная бригада колхоза «Идеи Ленина».

Иван Федорович Зоричев – военный летчик первого класса, командир звена реактивных сверхзвуковых самолетов. Погиб в мирное время во время испытаний новой модели самолета. В силу специфики его службы сведения о нем отсутствуют.
Владимир Маркович Сластенов – комсомольский вожак, бригадир МТФ, управляющий отделением, директор совхоза, глава сельской администрации. Именно его стараниями хутор был газифицирован. По всем улицам проведено централизованное водоснабжение и благоустроены дороги. Добрую память оставил он о себе в сердцах односельчан.
В поселке живет многодетная семья Недотюковых. Александр и Ирина вырастили и воспитали двадцать два ребенка, не разделяя их на своих и приемных. Немногим по плечу такой подвиг. При всей занятости детьми и хозяйством Ирина принимает активное участие в работе художественной самодеятельности и привлекает к этому своих детей. Честь и слава этой замечательной семье!

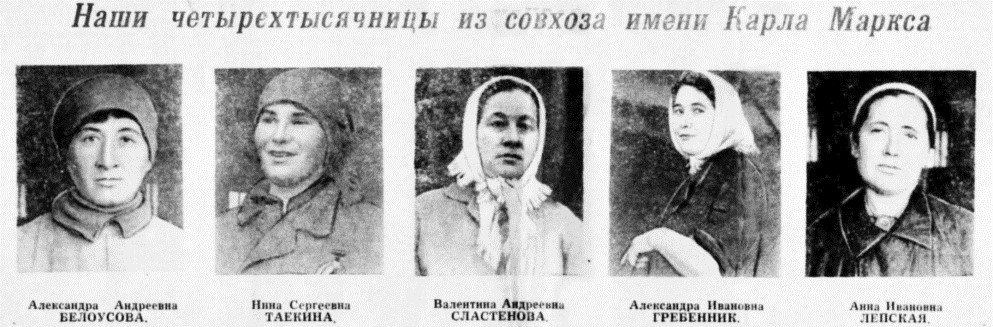
Доярки из совхоза имени Карла Маркса

В 1999 году хутор получил статус поселка. Вырос мой хуторок в поселок. Стали расти здесь новые дома, появились новые улицы. В поселке построены детсад, начальная школа, фельдшерско-акушерский пункт, почтовое отделение, библиотека. Несомненно, центр культурной и общественной жизни поселка – Дом культуры с его народным ансамблем «Зорюшка», неизменным участником и неоднократным победителем различных смотров художественной самодеятельности. «Зорюшку» приглашали выступать перед гостя- ми Чемпионата мира по футболу в г. Ростове-на-Дону. При СДК работают многочисленные студии и кружки для детей и взрослых, а односельчане с большим удовольствием посещают все анонсируемые концерты и принимают активное участие в театрализованных мероприятиях, организуемых сотрудниками.

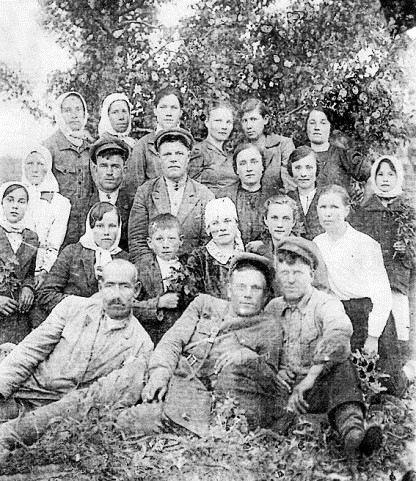

## Население
| 1926 | 1989 | 2002 | 2010 |
| ---- | ---- | ---- | ---- |
| 170  | ↗562 | ↗719 | ↘703 |

## Известные жители
- Гнутов, Василий Петрович (1911—1999) — работал в посёлке фельдшером, писатель, член Союза писателей России с 1991 года.
- Маканин, Владимир Семёнович (1937—2017) — русский советский и российский писатель. Последнее время жил и работал в посёлке; похоронен на сельском кладбище.
- Шатохин, Леонид Иванович — Заслуженный деятель искусств России, художественный руководитель Новочеркасского Казачьего драматического театра, актёр, режиссёр.

## Достопримечательности
Среди достопримечательностей, которые расположены вблизи посёлка Красный, есть несколько археологических объектов:
- Курганный могильник «Красный-1» — памятник археологии, который расположен на расстоянии 1,6 км на северо-восток от посёлка. Охраняется согласно Решению Малого Совета облсовета № 301 от 18 ноября 1992 года[5].
- Курганный могильник «Красный-2» — памятник археологии, располагается на 1,8 км южнее посёлка. Охранный статус с 18 ноября 1992 года[6].
- Курганный могильник «Красный-4» — памятник археологии, расположен на расстоянии 1 км на юго-восток от посёлка. Имеет охранный статус согласно Решению Малого Совета облсовета № 301 от 18 ноября 1992 года[7].
- Курганный могильник «Большая Камышеваха — 2» — археологический объект, располагается на расстоянии 2,2 км юго-западнее посёлка. Объекту присвоен охранный статус с 1992 года[8].
- Курганный могильник «Большая Камышеваха — 3» — археологический памятник, который находится между балками Ребежная и Большая Камышеваха. Расположен на расстоянии 2,3 км к юго-западу от посёлка. Имеет охранный статус[9].
- Курганный могильник «Красный колос-2» — археологический памятник, территория которого расположена севернее дороги Ростов-Новочеркасск. Расположен на 0,6 км западнее посёлка, объекту присвоен охранный статус[10].